# Tess van Buren
Tess van Buren (Ridderkerk, 18 februari 1996) is een voormalig Nederlandse handbalster en thans beachhandbalster bij SV Dalfsen.